# Muhammad Rasool
Muhammad Rasool Hashim Khan (ur. 23 maja 1985 w Chitral) – pakistański piłkarz występujący na pozycji napastnika. Zawodnik klubu KRL.

## Kariera klubowa
Rasool karierę rozpoczął w 2003 roku w zespole KRL z Pakistan Premier League. Od tego czasu zdobył z nim 2 mistrzostwa Pakistanu (2009, 2011) oraz 4 Puchary Pakistanu (2009, 2010, 2011, 2012). W 2008 roku został królem strzelców Pakistan Premier League.

## Kariera reprezentacyjna
W reprezentacji Pakistanu Rasool zadebiutował w 2006 roku.